# Angela Kelly
Pour les articles homonymes, voir Kelly.
Mary Angela Kelly (née le 4 novembre 1957 à Liverpool, Angleterre) est une créatrice de mode et modiste britannique travaillant à partir de 2002 pour la reine Élisabeth II en tant qu'assistante personnelle et habilleuse principale.

## Biographie

### Vie privée
Angela Kelly, née à Liverpool est la fille d'un docker de la ville.

### Vie professionnelle
En tant qu'habilleuse principale de Sa Majesté, elle est responsable des habits de la reine, de sa joaillerie ainsi que des insignes correspondant aux différents ordres de la monarchie britannique. C'est elle qui s'occupe également de la préparation des visites royales ainsi que de la signification des différentes couleurs portées par la souveraine, afin de créer des tenues appropriées pour chaque occasion. En 2019, Angela Kelly a annoncé que la reine Élisabeth ne porterait plus que des fausses fourrures.
Parmi les créations notables d'Angela Kelly, on compte :
- une réplique de la robe de baptême royale, dont l'original avait été commandé par la reine Victoria pour le baptême de sa fille aînée et premier enfant, Victoria, princesse royale et a cessé d'être utilisée en 2004 sur décision d'Élisabeth II à des fins de conservation (cette réplique est portée par les bébés royaux pour leur baptême depuis 2008)[5],[6] ;
- la tenue de la reine pour le mariage du prince William et de Catherine Middleton[7] ;
- les tenues des princesses Béatrice et Eugenie d'York pour le mariage de Zara Phillips[8].

### Autres occupations
Kelly a fondé le label de mode Kelly et Pordum avec Alison Pordum, également employée de la Maison royale en tant qu'habilleuse de la reine jusqu'en 2008. Angela Kelly a également écrit deux ouvrages sur son travail auprès de la reine : Dressing the Queen: The Jubilee Wardrobe (trad. litt. « Habiller la Reine : La garde-robe du jubilé »), ainsi que de The Other side of the Coin : The Queen, the Dresser and the Wardrobe (trad. litt. « La face cachée de la pièce : La Reine, l'Habilleuse et la Garde-Robe »). Ce dernier ouvrage a été publié avec l'accord de la reine Élisabeth.
Après la mort d'Élisabeth II en septembre 2022, Angela Kelly est autorisée à conserver son logement de fonction près du château de Windsor.

## Décorations
- Ordre royal de Victoria (Membre MVO en 2006 ; Lieutenant LVO en 2012 ; Commandeur CVO en 2023)[11]